# Dipolog
Dipolog City ist eine Stadt in der Provinz Zamboanga del Norte in den Philippinen. Sie ist zudem die Hauptstadt dieser Provinz.
Das Stadtgebiet umfasst eine Fläche von 137 km² und ist umgeben von hohen Hügeln im Süden und der Sulusee im Norden.
Dipolog ist bekannt für seine wilden Orchideen und für seine Sardinenindustrie, die sich aufgrund der reichen Fischgründe vor ihrer Küsten entwickeln konnte. Die Stadt trägt gemeinhin auch den Namen Orchideenstadt der Philippinen. („Orchid City of the Philippines“)
Dipolog besitzt einen eigenen Provinzflughafen, kann aber auch per Fähren über den Hafen der Nachbarstadt Dapitan City erreicht werden.

## Namensherkunft
Um 1834 existierte eine Zivilregierung auf dem Gebiet des heutigen Dipolog, damals Tulwanan, mit einem „Captain“ als Ortsexekutive. Historiker behaupten, zu dieser Zeit hätten sich neu ankommende Missionare nach der Ortschaft erkundigt. Als sie einen Einheimischen fragten: „Donde esta el Capitan?“, verstand dieser einzig das Wort Capitan, zeigte nach Westen und antwortete den Ankömmlingen in seinem Dialekt Subano Di-Pag, was so viel heißt, wie auf der gegenüberliegenden Flussseite. Die Missionare glaubten jedoch, den Ortsnamen mitgeteilt bekommen zu haben. So nannten sie den Ort Dipag. Mit den Jahren und unter dem Einfluss der verschiedenen Dialekte und Aussprachen wandelte sich der Namen schließlich in DIPOLOG.

## Baranggays
Dipolog City ist politisch unterteilt in 21 Baranggays.
| - Barra (Pob.) - Biasong (Pob.) - Central (Pob.) - Cogon - Dicayas - Diwan - Estaka (Pob.) - Galas - Gulayon - Lugdungan - Minaog | - Miputak (Pob.) - Olingan - Punta - San Jose - Sangkol - Santa Filomena - Santa Isabel - Sicayab - Sinaman - Turno |

## Geschichte
Erste Erwähnung findet Dipolog, als die spanische Provinzregierung von Misamis 1834 eine Zivilregierung auf dem Gebiet einsetzte, auf dem sich das heutige Stadtgebiet von Dipolog City ausdehnt. 1896 wurde eine erste Kirchengemeinde eingerichtet mit Vater Esteban Yepes als Hauptverwalter.
Aufwärts ging es mit dem Ort, als um 1912 die US-Regierung durch General John J. Pershing, dem damaligen Gouverneur von Mindanao und Sulu, die Ansiedlung zu einem „regular town“ erhob und am 1. Juli 1913 Dipolog zu einer offiziellen Verwaltungsgemeinde der Provinz Zamboanga ernannte.
1942, während des Zweiten Weltkrieges, verlagerte Gouverneur Felipe B. Azcuna kurzzeitig den Regierungssitz der Provinz von Zamboanga City nach Dipolog. Dies gab Dipolog faktisch den Status einer Stadt.
Mit Inkrafttreten des Republic Act Nr. 711, am 5. Juni 1952, wurde die ehemalige Provinz Zamboanga in zwei eigenständige Provinzen gespalten. Dipolog wurde dabei zur Hauptstadt des nordwestlichen Zamboanga del Nortes ernannt.
Offiziell erhielt Dipolog die Stadturkunde am 1. Januar 1970, unterzeichnet durch den damaligen Präsidenten Ferdinand Marcos mit dem Rep. Act Nr. 5520.

## Städtepartnerschaften
- Zamboanga City, Philippinen, seit 2005
- Iligan City, Philippinen, seit 2011

## Sehenswürdigkeiten
Zu den Sehenswürdigkeiten zählen:
- Das Sicayan Kliff nahe der Stadt
- Das nahe Dipatan City gelegene „Dakak Park Beach Resort“
- Die Galas Dark Gray Beach (Manganese)
- Die 3003 Stufen zum Linabo Peak hinauf

## Bildungseinrichtungen
Die Jose Rizal Memorial State University hat in Dipolog City einen Campus mit verschiedenen Fakultäten.